# Александровский монастырь (Суздаль)
Алекса́ндровский монасты́рь — монастырь Владимиро-Суздальской епархии Русской православной церкви, расположенный на левом берегу реки Каменки в Суздале.

## История
По преданию, был основан в 1240 году Александром Невским. Монастырь получал вотчины от родственников Александра Невского — Ивана Калиты и Ивана II. По причине большого числа инокинь, ставших сиротами и ушедших в монастырь после нашествия татар, именовался Большой Лаврой.
В 1608—1610 годах монастырь был сожжён поляками во время русско-польской войны. Ни одна постройка, сооружённая ранее XVII века, не сохранилась.
Опись города 1628 года характеризует монастырь следующим образом: «в Суздале ж на посаде Александровской девичь монастырь ружной на монастыре церковь Александра мученика древяна вверх да теплая церков[ь] Покров Пресвятой Богородицы древян клецки церковное строен[ь]е государево на монастыре ж 38 келей а в них игумен[ь]я Ол[ь]га да 44 старицы, ограда древяная, ворота Святые, другие Водяные; а денежную ругу емлют из Болшово приходу, а хлебную из дворца».
В 1764 году при проведении Екатериной II секуляризации земель Александровский женский монастырь был упразднён с обращением собора в приходской храм города.
В 2006 году возобновлён в качестве мужского монастыря Владимиро-Суздальской епархии.

## Архитектура
Древние памятники монастыря до наших дней не сохранились. Церковь Вознесения Господня с колокольней построена в 1695 году на средства царицы Натальи Кирилловны, матери Петра I.
Вознесенская церковь представляет собой высокий двухъярусный четверик, увенчанный пятью главками. С восточной стороны к четверику примыкает большая апсида, с северной стороны пристроен тёплый придел, а с востока — паперть. Окна украшены резными наличниками с простыми колонками в первом ярусе и фигурными — во втором. Фигурные колонки использованы и в декоре высоких, устремлённых ввысь барабанов.
Восьмигранный столп шатровой колокольни поставлен на невысокий четверик, к которому пристроена деревянная лестница. Её стены практически лишены декора, что делает её уникальной среди суздальских шатровых колоколен. Скромным украшением верхней части служит резное обрамление арочных проёмов и наличники над окнами-слухами.

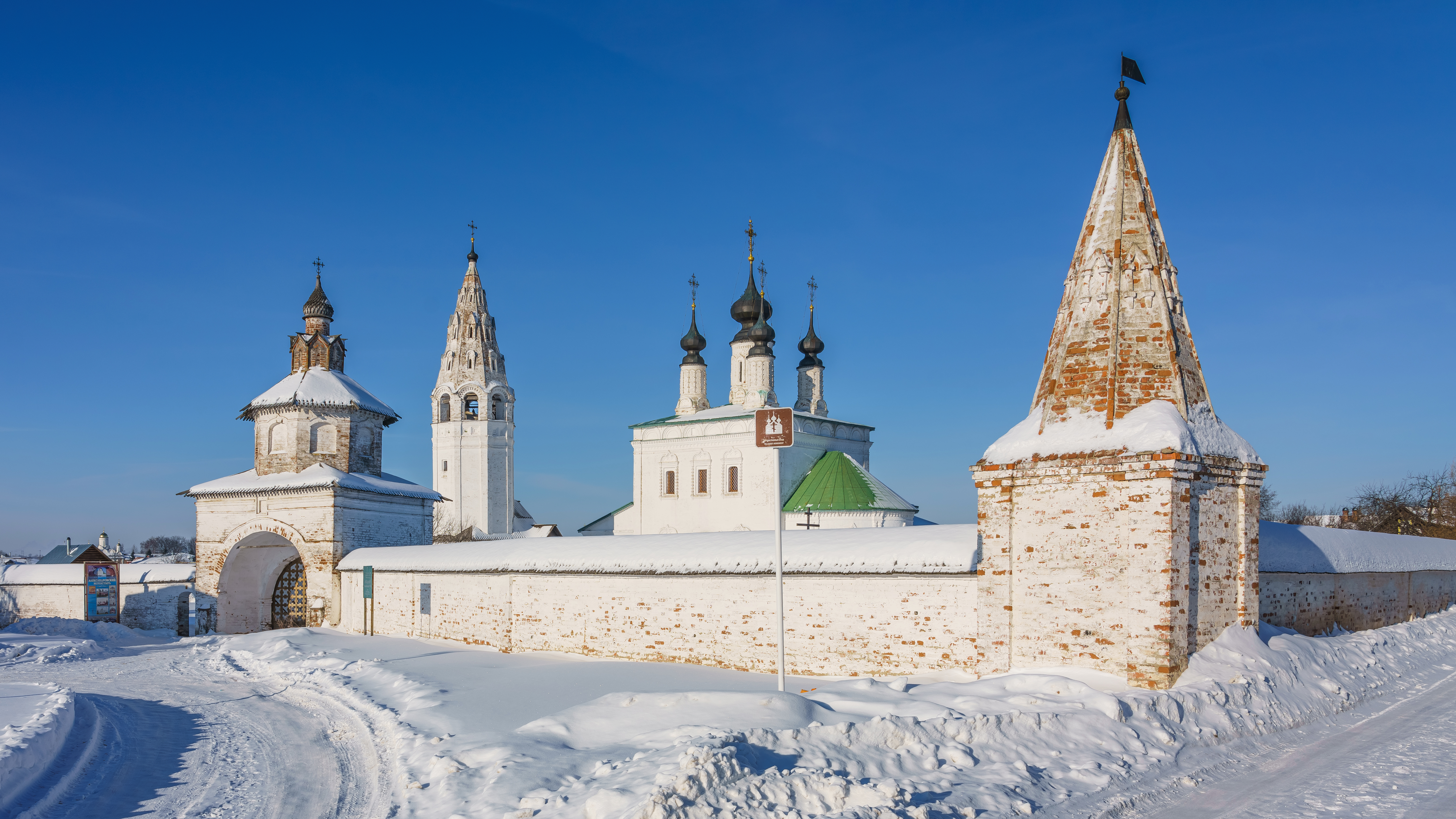
Зимний вид Александровского монастыря со стеной

В первой половине XVIII века вокруг монастыря была сооружена невысокая ограда, украшенная декоративными башенками со стилизацией под оборонительные башни. Тогда же появились и Святые ворота с двухъярусной башенкой, напоминающие Святые врата Троицкого монастыря, ныне входящие в ансамбль Ризоположенского монастыря. Это совпадение не случайно: ограда и башни Александровского монастыря возводились под руководством Ивана Грязнова, участвовавшего в конце XVII века в строительстве Троицкого и Ризоположенского монастырей.